# Кам'янка пустельна
Кам'янка пустельна (Oenanthe deserti) — вид горобцеподібних птахів родини мухоловкових (Muscicapidae). Мешкає в Африці і Азії. В Україні рідкісний, залітний вид.

## Опис

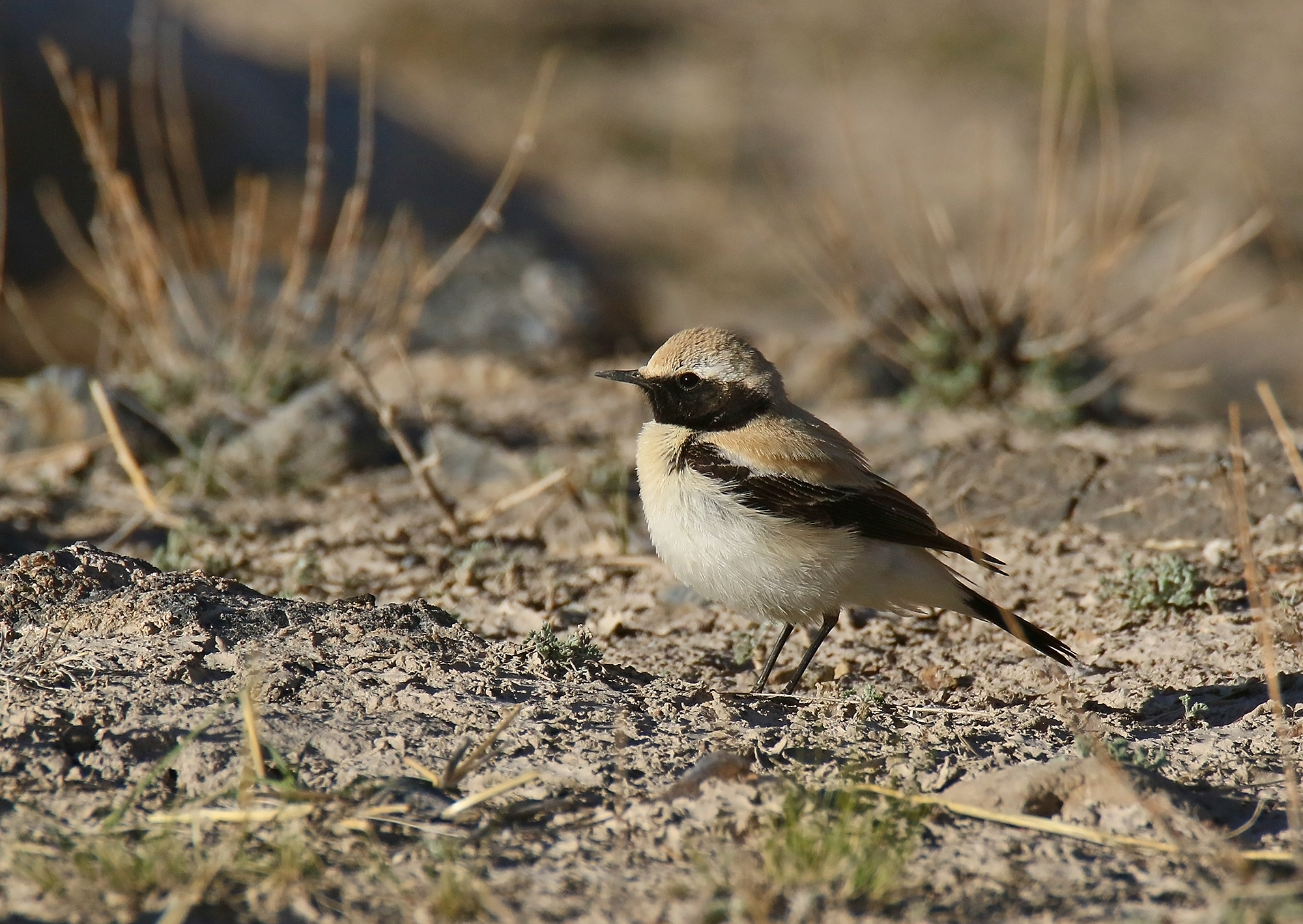
Пустельна кам'янка

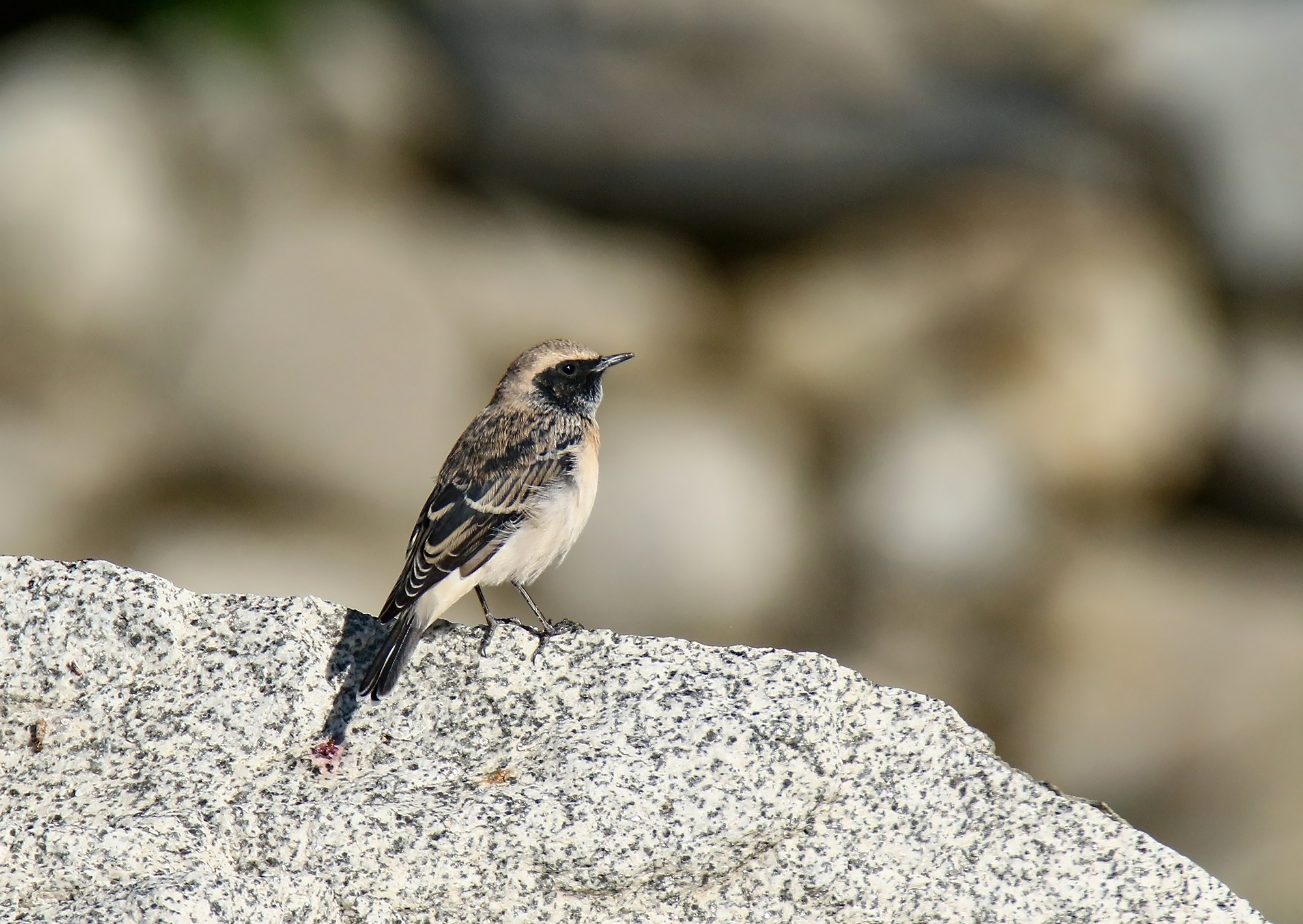
Пустельна кам'янка

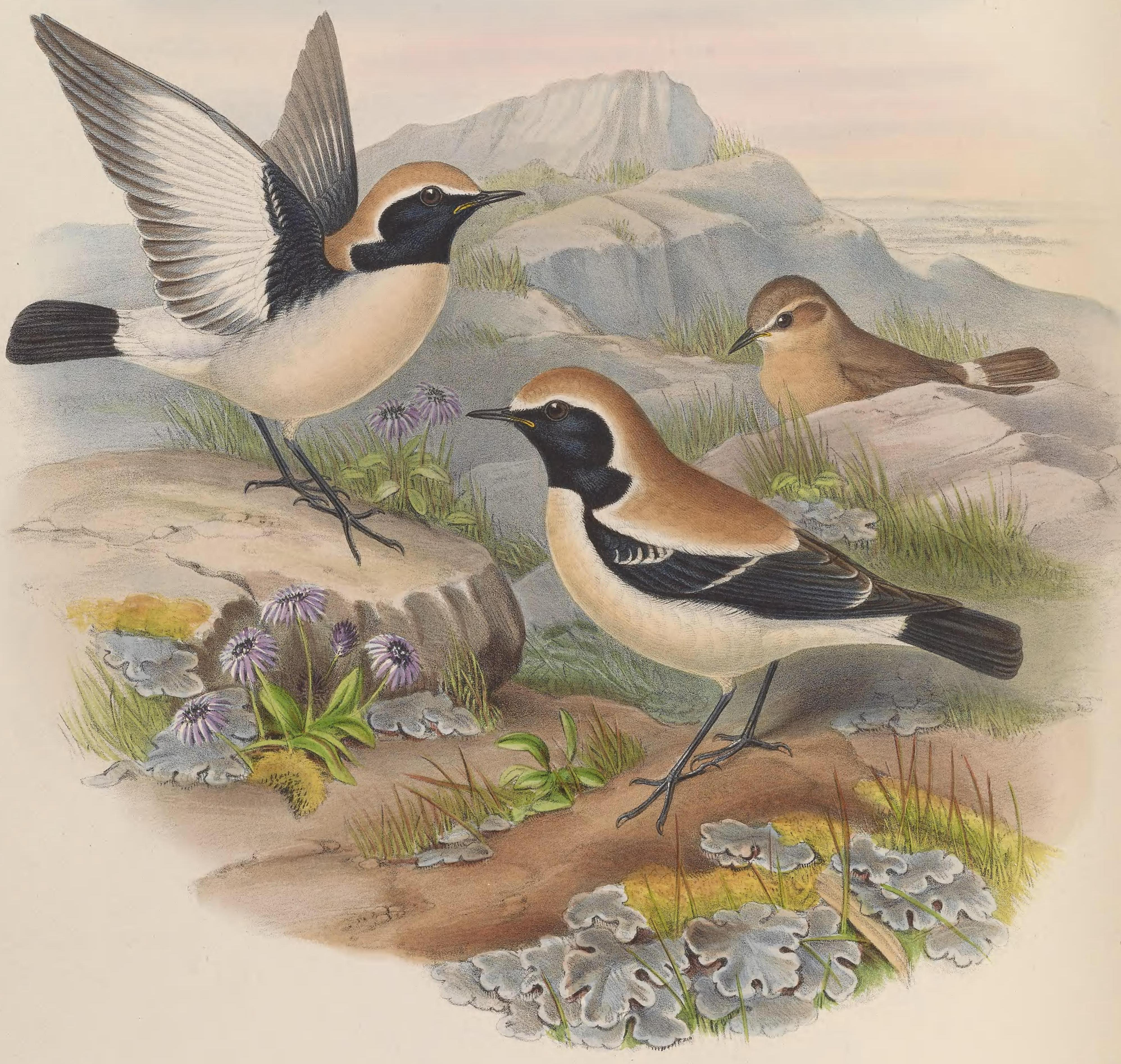
Пустельні кам'янки

Довжина птаха становить 14-15 см, вага 15-34 г. Будова тіла кремезна, голова відносно велика, шия і крила короткі. Виду притаманний статевий диморфізм.
У самців верхня частина голови блідо-піщано-сіра, пера на ній мають сірі кінчики. Спина і плечі більш яскраві. Надхвістя і верхні покривні пера хвоста світло-охристі. Стернові пера чорні з вузькими блідо-охристими кінчиками, біля основи білі. Над очима ідуть блідо-охристі "брови". Пера на підборідді, горлі, обличчі і скронях чорні з білими кінчиками. Груди і боки піщано-охристі, живіт і нижні покривні пера хвоста кремово-білі з охристим відтінком. Нижні покривні пера крил чорні з білими кінчиками. Першорядні махові пера мають чорні зовнішні опахала з білими кінчиками і краями і блідо-коричневі внутрішні опахала з білими краями. Другорядні махові пера схожі, однак мають більш широкі білі края.
Самиці мають подібне забарвлення, однак надхвістя і верхні покривні пера хвоста у них більш піщано-коричневі, обличчя, підборіддя і горло світло-охристі, а хвіст має не чорний, а чорнувато-бурий колір. Забарвлення молодих птахів подібне до забарвлення самиць, однак пера на верхній частині тіла у них мають коричневі кінчики, що надає молодим птахам пістрявого вигляду. Наприкінці літа пустельні кам'янки линяють, і до наступної весни білі кінчики пер стираються, через що птах набуває більш яскравого забарвлення. Дзьоб і лапи чорні, райдужки темно-карі.

## Підвиди
Виділяють три підвиди:
- O. d. homochroa (Tristram, 1859) — Північна Африка (від Марокко і Західної Сахари на схід до Нілу). Взимку частина популяцій мігрує на південь, до Сахари і Сахелю);
- O. d. deserti (Temminck, 1825) — від північного-східного Єгипту через Левант і Аравію на схід до Центральної Азії, Монголії і Афганістана. Взимку частина популяцій мігрує до Північно-Східної Африки (зокрема на Сокотру) та до Південно-Західної Азії;
- O. d. oreophila (Oberholser, 1900) — від Кашміра на схід до Гімалаїв, Паміра, Тибетського нагір'я і південного Сіньцзяну. Взимку вони мігрують до Аравії, Південно-Західної Азії, та до північно-західного і центрального Індостану.

## Поширення і екологія
Пустельні кам'янки живуть в пустелях і напівпустелях, на відкритих, кам'янистих пустищах, в степах і солончаках, в сухих руслах річок (ваді), місцями порослих чагарниками, взимку трапляються на полях. Зустрічаються на висоті до 3500 м над рівнем моря, переважно на висоті до 2700 м над рівнем моря.
Живляться переважно комахами та іншими безхребетними, іноді також насінням. В Марокко гніздяться з лютого по червень, в Алжирі і Тунісі з середини березня до кінця травня, в Єгипті з травня по липень, в Ізраїлі з середини квітня до середини липня, в Центральній Азії з квітня по червень, в Монголії з кінця квітня до середини серпня. Гніздо відносно велике. робиться з трави і корінців, встелюється м'якою травою, шерстю, пухом або пір'ям. Воно розміщується в ямі обабіч дороги або на березі річки, в тріщині серед скель, серед каміння або в покинутій норі гризунів. В кладці від 3 до 6 блакитнуватих яєць, поцяткованих рудувато-коричневими плямками. Насиджує переважно самиця, за пташенятами доглядають і самиці, і самці.